# Averostra
Averostra, ili „ptičiji nosevi“, je klada koja uključuje većinu dinosaurusa teropoda, naime Ceratosauria i Tetanurae, i predstavlja jedinu grupu teropoda iz rane jure. Obe su preživele u periodu krede. Kada je došlo do izumiranja u periodu krede-paleogena, još uvek su postojali keratosauri, megaraptorani, koji su incertae sedis grupa unutar Tetanurae, i dve grupe tetanurana unutar klade Coelurosauria, Tyrannosauroidea i Maniraptoriformes. Samo jedna podgrupa Maniraptoriformes, Aves, preživela je izumiranje i opstala do današnjih dana.
Jedna važna dijagnostička karakteristika Averostra je odsustvo pete metakarpalne kosti. Drugi pripadnici klade Saurischia su zadržali ovu kost, iako u značajno smanjenom obliku.